# Atiqah Hasiholan
Atiqah Hasiholan Alhady (ur. 3 stycznia 1982 w Dżakarcie) – indonezyjska aktorka filmowa.

## Życiorys
Atiqah Hasiholan Alhady urodziła się 3 stycznia 1982 roku. Jej rodzicami byli Achmad Fahmy Alhady (Arabsko-indonezyjski biznesmen) i Ratny Sarumpaet (dramaturg pochodzenia batackiego). Miała trójkę starszego rodzeństwa: Mohammada Iqbala Alhady'ego, Fathoma Saulinę i Ibrahima Alhady'ego. W dzieciństwie chciała być prawnikiem.
Studiowała media i psychologię na Uniwersytecie Monasha. Podczas swoich wakacji wystąpiła w trupie swojej matki. Przyjemność z występowania zachęciła ją do zostania aktorką. Swój debiut miała w filmie Berbagi Suami z 2006 r.
Była nominowana do nagrody Citra (Festival Film Indonesia) w kategorii najlepsza aktorka pierwszoplanowa za role w filmach Ruma Maida (2009), Hello Goodbye (2012), 3 Nafas Likas (2014), Wonderful Life (2016).

## Filmografia
- Berbagi Suami (2006)
- Suster N (2007)
- Dicintai Jo (2007)
- Cinta Setaman (2008)
- Pintu Terlarang (2009)
- Jamila dan Sang Presiden (2009)
- Ruma Maida (2009)
- Mafia Insyaf (2010)
- Darah Garuda (2010)
- The Mirror Never Lies (2011)
- Arisan! 2 (2011)
- Hello Goodbye (2012)
- Java Heat (2013)
- The Disposal (2013) – film krótkometrażowy
- La Tahzan (2013)
- 2014 (2014)
- 3 Nafas Likas (2014)
- Cinta Selamanya (2015)
- Wonderful Life (2016)
- Mantan Manten (2019)
- Pariban: Idola dari Tanah Jawa (2019)
- Sembil9n (2019) – miniserial telewizyjny
- Edge of the World (2021)